# Meddewade
Meddewade er en by og kommune i det nordlige Tyskland, beliggende i Amt Bad Oldesloe-Land under Kreis Stormarn. Kreis Stormarn ligger i den sydøstlige del af delstaten Slesvig-Holsten.

## Geografi
Landsbyen ligger 4 kilometer øst for Bad Oldesloe, 5 km fra Reinfeld, 15 km fra Lübeck og 47 km fra Hamborg. Meddewade ligger i kuperet morænelandskab, som er formet af Weichsel-istiden, og består hovedsageligt af permanente græsningsarealer. Meddewade har siden slutningen af det 18. århundrede været uden skov, de sidste træer blev fældet i 1787. Det højeste punkt ligger mod syd i kommunen, og er 51,5 moh. det laveste, mod nord er 2,8 moh..
Mod nord grænser kommunen til floden Trave, og mod syd til motorvejen A 1. Meddewade grænser til Bad Oldesloe, Rethwisch, Barnitz, Feldhorst og Reinfeld.